# Districte de Khulna
El districte de Khulna és una divisió administrativa de Bangladesh al sud-oest del país, als Sundarbans, amb una superfície de 4.394.46 km² i població de 2.334.285 habitants. La capital és Khulna.

## Administració
Està dividida en nou upaziles:
1. Terokhada
2. Batiaghata
3. Dacope
4. Dumuria
5. Dighalia
6. Koyra
7. Paikgachha
8. Phultala
9. Rupsa

## Geografia
Ocupa la part sud-central del delta entre el Bhagirathi-Hooghly i l'estuari del Meghna. Tot el districte és terra al·luvial plana coberta de maresmes (els Sundarbans de Khulna). El riu Madhumati, continuació del Baleswar, i el seu estuari el Haringhata es troben a l'est i aporten gran quantitat d'aigua del Ganges a la mar; la resta dels rius estan connectats per nombrosos canals creuats que són coneguts per diferents noms segons les zones, sent els principals l'Ichamati, el Jamuna i el Kabadak, que desaigüen a la mar pels estuaris del Raimangal i del Malancha, i el Bhairab, afluent del Madhumati que s'obre pas cap a la badia de Bengala a través del Rupsa. Les maresmes principals són dels de Bayra Bil, que s'estenen per uns 70 km si bé avui dia es cultiven quasi en la seva totalitat.

## Història
El districte fou part dels antics regnes de Banga i Samatata, i més tard de la província de Bagri formada per Ballal Sen. Les primeres notícies certes venen del temps de Khanja Ali que va arribar al districte el segle XV i va obtenir un jagir del rei de Gaur fent una gran neteja als Sundarbans on va exercir plena sobirania fins a la seva mort el 1459; va construir nombroses mesquites i tombes les restes de les quals encara és a Bagherhat i Masjidkur. Vikramaditya, un dels ministres principals de Daud Khan, el darrer rei de Bengala o Gaur, va obtenir una concessió als Sundarbans quan el seu sobirà es va revoltar contra Delhi, i es va establir a Iswaripur (que després va donar nom al districte de Jessore); el va succeir el seu fill Pratapaditya, heroi popular dels Sundarbans, que va dominar als dotze caps (bhuiyes) que en aquell temps tenien la possessió efectiva del sud de Bengala, fins que fou derrotat i capturat per Man Singh, el governador mogol de Bengala. Va romandre dins l'Imperi Mogol fins que el diwan de Bengala fou concedit a la Companyia Britànica de les Índies Orientals el 1765. El districte es va crear el juny de 1882 amb les subdivisions de Khulna i de Bagherhat, del districte de Jessore i amb la subdivisió de Satkhira del districte de 24 Parganas.
La superfície era de 5.379 km². La població estimada abans de la creació del districte (1872 i 1881) era d'1.046.878 habitants i 1.079.948 habitants. Posteriorment el 1891 era d'1.177.652 i el 1901 d'1.253.043.
Administrativament la formaven les tres divisions constituents: 
- Khulna
- Bagherhat
- Satkhira

La subdivisió de Khulna tenia una superfície de 1.681 km². Amb una població el 1901 de 401.785 habitants distribuïts en 929 pobles, i amb capital a Khulna (10.426 habitants) destacant altres ciutats com Alaipur, Daulatpur, Dumria, Phultala i Kapilmuni. Les ciutats principals del districte eren Khulna, capital de la subdivisió i del districte, Debhata i Satkhira. La llengua principal era el bengalí oriental i central; la majoria de la població era bengalina i quasi dividida al 50% entre els de religió musulmana i els de religió hindú.